# Hidaja Malak Wahba
Hidaja Ahmad Malak Wahba (arab. هداية احمد ملاك وهبه; ur. 21 kwietnia 1993 w Azusie) – egipska zawodniczka taekwondo.
Taekwondo uprawia od szóstego roku życia.
W 2010 wystartowała na juniorskich mistrzostwach świata w wadze do 52 kg, ale odpadła w pierwszej rundzie.
W 2011 zdobyła złoty medal w wadze do 57 kg na igrzyskach panarabskich. Sięgnęła również po złoty medal igrzysk afrykańskich w Maputo.
W 2012 wystartowała na igrzyskach olimpijskich, na których zajęła 9. miejsce w wadze do 57 kg. W pierwszej rundzie pokonała 17:6 Robin Cheong z Nowej Zelandii, a w ćwierćfinale przegrała 6:8 z Francuzką Marlène Harnois. W tym samym roku zdobyła też złoty medal na uniwersyteckich mistrzostwach świata.
W 2013 odpadła w ćwierćfinale mistrzostw świata, przegrywając z Koreanką Kim Hwi-lang 8:11. W tym samym roku wywalczyła brąz na igrzyskach śródziemnomorskich w wadze do 67 kg.
Dwa lata później została srebrną medalistką igrzysk afrykańskich w Brazzaville.
Na igrzyskach olimpijskich w Rio de Janeiro w 2016 wywalczyła brązowy medal w kategorii do 57 kg.
W 2019 po raz drugi w karierze wywalczyła tytuł mistrzyni igrzysk afrykańskich, w ramach zmagań rozgrywanych w Rabacie.